# Буладафф

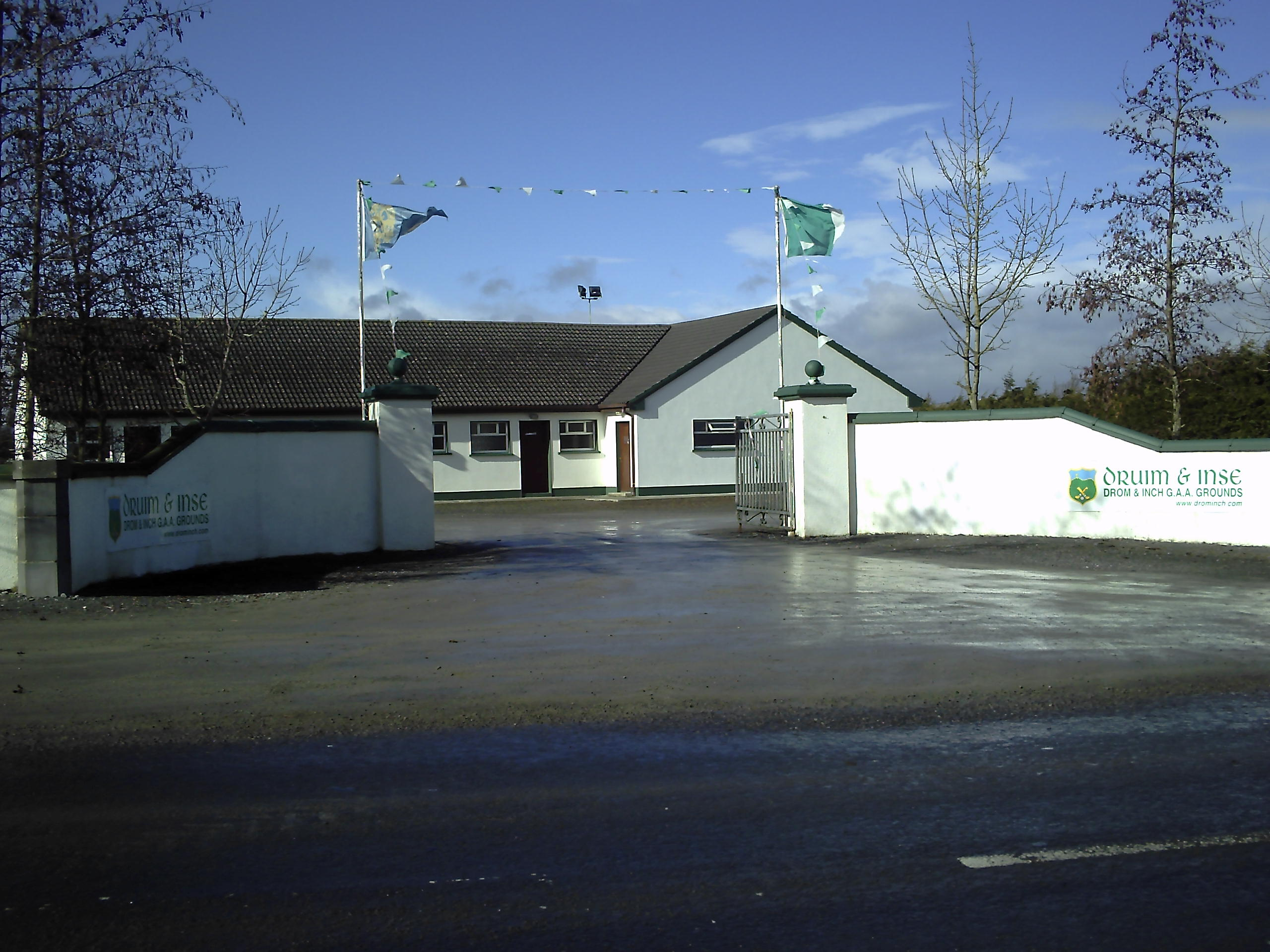

Буладафф (англ. Bouladuff; ирл. An Bhuaile Dhubh, так же известен как Inch и The Ragg) — деревня в Ирландии, находится в графстве Северный Типперэри (провинция Манстер), в долине реки Шур у трассы R498.